# Неуротеологија
Неуротеологија је мултидисциплинарна област бихевиоралне и социјалне неуронауке која се бави изучавањем промена на мозгу које су условљене настанаком или настају због одређених спиритуалних или религијских искустава. Њена истраживања заснована су на коришћењу метода неуролошке визуализације мозга као што. ЕЕГ, фМРИ, позитронска емисиона томографија, уз помоћ који се покушава утврди однос између активности мозга и индивидуалног духовног искуства. Студијама, су посебно обухваћене испоснице, будисти и други људи који верују да имају осећај способност да директно комуницирају са божанством.
Због бројних несугласица које прате сваку научну и ненаучну расправу на тему духовности и религије, многи неуротеологију као област когнитивне, бихевиоралне и социјалне неуронауке религијских искустава и спиритуалности, сврставају ван концепта биолошких наука и приближавају је филозофији, па чак и псеудонауци.

## Историја
Одавно је потврђено да у готово сваком психотерапијском правцу поред научне компоненте (сложен метатеоријски логички систем идеја везан за тумачење психичког поремећаја и примену кључне методе) присутна и магијска, и нека врста религиозне компоненте, у којој терапеут има донекле улогу шамана или врача, чији је садржај, јунговски речено, архетип религиозности у смислу вере у метод (блискији религиозном аспекту) или вере личност терапеута (ближи магијском аспекту психотерапије). На основу ових ставова стиче се утисак да неурофизиологија религијских или спиритуалних искустава, може бити од утицаја не само на промене у психичкој сфери и функцјама мозга, већ и у процесу успешног лечења.
Термин неуротеологија увели су у употребу Aldous Huxley у утопистичком роману „Острво“ („Island“) објављеном 1962. године и Laurence Mc Kinney у књизи „Неуротеологија, виртуелна религија двадесетог века“ објављеној 1994. године. На основу ставова објављених у овим књигама стиче се утисак о самом концепту неурофизиологије религијских или спиритуалних искустава који су највећим делом произашли из проучавања доживљених спиритуалних искустава особа које болују од епилепсије потиљчног режња, а које су претходно биле атеисти.
Према примарној хипотези Laurence Mc Kinney-а основу вечитог питања о сврси нашег постојања треба тражити у развојној неурофизиологији префронталног можданог режња, који формира илузију временске хронологије као фундаменталног дела нормалне људске когниције након трече године живота. Управо се због немогућности одраслог мозга да поврати рана сећања из доба интензивног развоја, отварају се питања попут ових одакле смо дошли на ову планету, или где све одлази, што на подсвесном нивоу код човека размишљање о овим и другим појмовима усмерава у област религијских објашњења.
Др Андре Невберг, у својој књизи „Принципи неуротеологије“ приказао је резултате истраживања у којима је одлучио да скенирањем главе открије шта се мења у изгледа мозга код једне редовнице за време молитве, Сикха док без прекида понавља свој напев или будиста у дубокој медитацији. У закључку књиге Невберг наводи:
| „ | 'Наш је циљ био је да проценимо шта се тачно догађа с људским мозгом док је особа у стању дубоке духовне праксе, попут медитације или молитве. Заједно са својим колегама упоредио смо слике мождане активности за време и након медитације и том приликом открили смо врло значајне промене у њиховом мозгу, већ и у стању опуштености или мировања, поготову у деловима који нам помажу да се концентришемо. Овим смо испитивањем заиста схватили што за људе значи бити духован или религиозан и како таква пракса утиче на њихов живот. | ” |

Такође у делима Далај Ламе и Артура Кларка широко је прихваћен појам који смрти тумачи као мирну регресија у бесконачност.
Европски неуротеолог Еуген Древерман, у својим публикацијама из 2006. и 2007. годинег Модерна неурологија и питање Бога, радикално критикује традиционални концепт Бога и духовност реинтерпретирајући религију из угла неурологије. Тиме је изазвао бројне полемике на ову тему, који пре свега настју због непрецизност у схватању неуротеологије као науке која одбацује религију, што потенцира и тренутно оштре и непрестане медијске написе супротстављених ставова.

## Истраживања
Британски биолог Алистер Харди је 1969. основао Центар за истраживање религиозног искуства у Оксфорду након што се повукао са места професора зоологије. Цитирајући верзију религиозног искуства Вилијама Џејмса (1902), он је прво кренуо у прикупљање података из прве руке, на основу испричаних искустава. За заслуге у неуротеологији добитник је Награде Темплтон за 1985. годину.
Његов наследник Давид Хаи предложио је у Божјем биологу: Живот Алисте Хардија (2011) нове технике научног испитивања.
У основи неуротеологије која се бави односом између мозга и религиозног искуства, налази се тежња и потреба неуронауке па и теологије да пронађе одговоре на вечна питања о томе ко смо, који је смисао живота и значења религиозности?
Такође истраживања у неуротеологији треба да утврде везу између религије и здравље. Разумевањем начина како функционише мозак током одређених верских обреда (нпр медитације и молитве), можемо започети да схватамо како религија утиче на психичко и физичко здравља. На ово указују неки примери на моделима мождане активности током медитације, када је утврђено да можда постоји веома много доказивих разлога, зашто људи који често практикују медитацију, имају нижи крвни притисак, нижу учестоласт срчаног ритма, смањену анксиозност, и снижену депресивношћу.
У овој области неуротеологије дана се користе две врсте научних експеримената:
- проучавање неурофизиолошких основа медикаментима стимулисаних спиритуалних искустава,
- проучавање и праћење мождане активности и промена на мозгу током оваквих искустава неуроимиџинг или сликовним методама (нпр магнетна резонантна томографија, спектрална емисиона томографија...).[13][14]

Овим истраживањима покушава се доказати постојања губитка перцепције мозга, која повезује свест, са телом и околином, и тиме тражи објашњење за бројна паранормална искустава током клиничке смрти, трансценденталних, или спиритуалних сеанси.
За разлику од неуронауке, која у овим стањима тражи патолошку супстрат у основи религијских искустава, углавном стоји нормална неурофизиолошка реакција мозга у екстремним ситуацијама.

### Психофармакологија
Психофармакологија, коју изучавају неки научници, сматра да основа духовног искуства настаје у областима неуролошка физиологија. У том смислу наведене су спекулативне тврдње да повећање нивоа Н-диметилтриптамина у пинеалној жлезди доприноси духовним искуствима.
Међутим научне студије које то потврђују тек треба да буду објављене.
Такође неки психофармаколози сматрају да стимулација темпоралног режња психоактивним супстанцама нпр. „чаробним гљивама“ опонаша религиозна искуства. Ова хипотеза је нашла лабораторијску валидацију применом псилоцибина.